# Ramil Mustafaev
Ramil Mustafaev (Majachkalá, Rusia, 20 de diciembre de 2003) es un futbolista ruso que juega de defensa en el KS Cracovia de la Ekstraklasa polaca. 

## Carrera
Nacido en Majachkalá, República de Daguestán, Ramil Mustafaev se trasladó a Varsovia desde temprana edad, jugando en las categorías inferiores del GKP Targówek y el Talent Warszawa, ambos clubes de la capital polaca. En 2019, después de pasar seis años en el Talent Warszawa, Mustafaev fichó por el segundo equipo del Stal Rzeszów, siendo ascendido al plantel principal en la temporada 2020/21. Debutó el 17 de octubre de 2020 en la II Liga, tercera división del sistema de ligas del fútbol polaco, en la derrota por 0-3 ante el equipo filial del Śląsk Wrocław. Mustafaev anotó su dos primeros goles con el club del voivodato de Subcarpacia el 23 de octubre de 2021, en la contundente victoria en casa por 3-0 frente al Pogoń Siedlce. El defensa ruso finalizó la primera vuelta de liga con 13 partidos disputados y 3 goles marcados. Su buen rendimiento en la tercera categoría atrajo la atención del Legia de Varsovia, firmando con el club legionario hasta 2025 e intercalando el segundo equipo del Legia con la Ekstraklasa. Durante la ventana de transferencias de verano de la temporada 2022/23 se anunció el regreso de Mustafaev al Stal Rzeszów, quedándose en condición de cedido hasta junio de 2023. El 21 de febrero de 2025, tras la falta de oportunidades en el primer equipo, fue fichado por la cantera del KS Cracovia hasta final de temporada, con opción de prolongar un año más.